# Comté de Henry (Indiana)
Pour les articles homonymes, voir Henry et Comté de Henry.
Le comté de Henry (anglais : Henry County) est un comté de l'État de l'Indiana, aux États-Unis. Il comptait 48 508 habitants en 2000. Son siège est New Castle.

## Personnalités notables
- Omar Bundy, major général de la première guerre mondiale[1]
- William Grose, major général breveté de la guerre de Sécession[2]
- Robert Indiana, artiste[3]
- Arthur C. Mellette, premier gouverneur du Dakota du Sud[4]
- Wilbur Wright, pionnier de l'aviation[5]
- Steve Alford, entraîneur et ancien joueur de basketball NCAA[6]
- Kent Benson, ancien joueur de basketball NCAA et NBA[7]
- Ira Hough, récipiendaire de la médaille d'honneur du congrès, 1864[8]